# Gerhard Richter Archiv
Das Gerhard Richter Archiv (kurz: GRA) wurde im Februar 2006 als eine Einrichtung der Staatlichen Kunstsammlungen Dresden gegründet.
Gerhard Richter ist ein bedeutender Künstler des 20. und 21. Jahrhunderts in Europa sowohl der klassischen Moderne und der Abstraktion. Sein Werk umfasst einen Zeitraum von nahezu sechs Jahrzehnten. Das Gerhard Richter Archiv in seiner Heimatstadt Dresden dient als Speicherort, Forschungseinrichtung und kuratiert die zwei Räume mit Werken Gerhard Richters in der ständigen Ausstellung im Albertinum. Die Arbeit des Archivs geschieht in enger Absprache mit dem Kölner Atelier des Künstlers.
Wichtigstes Forschungsprojekt des Archivs ist die Erarbeitung und Herausgabe des auf sechs Bände geplanten wissenschaftlichen Catalogue Raisonné der Bilder und Skulpturen von Gerhard Richter.

## Gerhard Richters Bilder in Dresden
Im zweiten Obergeschoss des Albertinum sind zwei Räume permanent dem Werk Gerhard Richters gewidmet. Die darin ausgestellten Werke, darunter auch Dauerleihgaben der Bundesrepublik Deutschland und des Künstlers selbst, geben Einblick in das gesamte bisherige Werk des Künstlers, angefangen von den frühen fotorealistischen Gemälden wie der Sekretärin (14) bis hin zu seinen computergenerierten Streifenarbeiten oder seinen jüngsten Fotoarbeiten wie Birkenau (937a/1-4). Die beiden Räumen werden mehrmals im Jahr umgebaut und geben so die Möglichkeit verschiedene Facetten des Werks kennenzulernen. Auch fanden in diesen Räumen als Teil des normalen Ausstellungsrundgangs viele Sonderausstellungen des Künstlers in Dresden statt.

## Bestände des Gerhard Richter Archiv
Das Künstlerarchiv sammelt alle Publikationen, Fotografien, Bild- und Tonträger, die relevante Informationen und Beiträge über die Kunst und den Künstler Gerhard Richter enthalten. Dietmar Elger ist seit Gründung sein Leiter. Einen wesentlichen Bestand des Archivs bilden unpublizierte Schriftstücke und Dokumente, Korrespondenzen und Fotografien. Neben den wissenschaftlichen Abhandlungen findet man im Gerhard Richter Archiv aber auch Gegenstände des Alltags, wie Magnete, Taschen, Tücher, Romane, Schul- und Kinderbücher, Kartenspiele, CDs, LPs, DVDs, Bleistiftboxen und vieles mehr. Diese Materialien können nach Anmeldung von Wissenschaftlern eingesehen werden.
Das Gerhard Richter Archiv sammelt neben dem „klassischen Archivgut“ aber auch Kunst von und mit Gerhard Richter.

## Ausstellungen und Veranstaltungen des Gerhard Richter Archiv
Das Gerhard Richter Archiv veranstaltet selbstständig oder in Kooperation mit anderen Institutionen Ausstellungen, Symposien und Vortragsreihen.

### Ausstellungen
- Gerhard Richter. Neue Bilder, Albertinum Dresden, 20. Mai 2017 bis 3. September 2017
- Benjamin Katz fotografiert Gerhard Richter. Eine Ausstellung zum 85. Geburtstag von Gerhard Richter, Kabinettausstellung im Albertinum Dresden, 31. Januar 2017 bis 31. Mai 2017
- Gerhard Richter. Neupräsentation, Albertinum Dresden, 28. Februar 2015 bis 27. September 2015
- Richter. Dokumentation einer Ausstellung, Kabinettausstellung im Albertinum Dresden, 8. April 2014 bis 1. Juni 2014
- Louise Lawler, Kabinettausstellung im Albertinum Dresden, 24. April 2012 bis 15. Juli 2012
- Gerhard Richter. Atlas, Kunsthalle im Lipsiusbau, Dresden, 4. Februar 2012 bis 22. April 2012
- Gerhard Richter Archiv, Kunstbibliothek der Staatlichen Kunstsammlungen Dresden, 2007.

### Symposien
- Gerhard Richter. Abstraktion, 6. Symposium des Museum Barberini, Potsdam, 5. März 2018.
- Vortrags- und Diskussionsveranstaltung zur Erstpräsentation der Bilder BIRKENAU, mit Bruno Haas und Karl-Siegbert Rehberg von der Technischen Universität Dresden, Albertinum Dresden, 21. September 2015.
- talking images. Eine Vortragsreihe in Zusammenarbeit mit dem Institut für Kunst- und Musikwissenschaft der Technischen Universität Dresden, Residenzschloss Dresden, 22. April 2009 bis 3. Juni 2009
- Bildmedien Medienbilder. Symposium in Zusammenarbeit mit dem Institut für Kunst- und Musikwissenschaft der Technischen Universität Dresden, Residenzschloss Dresden, 8. November 2008
- Gerhard Richter. Sechs Vorträge zum 75. Geburtstag, Symposium in Zusammenarbeit mit dem Institut für Kunst- und Musikwissenschaft der Technischen Universität Dresden, Residenzschloss Dresden, 10. Februar 2007

## Veröffentlichungen des Gerhard Richter Archiv
- Dietmar Elger: Catalogue Raisonné der Bilder und Skulpturen von Gerhard Richter, Ostfildern-Ruit
  - Band 1: Werke von 1962 bis 1968 (erschienen 2011), ISBN 978-3-7757-1978-0
  - Band 2: Werke von 1968 bis 1975 (erschienen 2017), ISBN 978-3-7757-1979-7
  - Band 3: Werke von 1976 bis 1987 (erschienen 2013), ISBN 978-3-7757-1980-3
  - Band 4: Werke von 1988 bis 1994 (erschienen 2015), ISBN 978-3-7757-1981-0
- Sechs Vorträge über Gerhard Richter, hrsg. von Dietmar Elger und Jürgen Müller, Köln 2007 (= Schriften des Gerhard Richter Archiv Dresden, Bd. 1), ISBN 978-3-8656-0299-2.
- Das Kölner Domfenster. Ein Film von Corinna Belz, DVD, Köln 2008 (= Schriften des Gerhard Richter Archiv Dresden, Bd. 2), ISBN 978-3-8656-0547-4.
- Gerhard Richter: Elbe 31 Monotypien 1957, hrsg. von Dietmar Elger, mit einem Text von Dieter Schwarz, Köln 2009 (= Schriften des Gerhard Richter Archiv Dresden, Bd. 3) ISBN 978-3-8656-0588-7.
- Gerhard Richter. Texte zu 4900 Farben, hrsg. von Dietmar Elger und der Serpentine Gallery London, mit Texten von Benjamin H. D. Buchloh, Peter Gidal, Birgit Pelzer, Gerhard Richter und Marcus du Sautoy, Ostfildern-Ruit 2009 (= Schriften des Gerhard Richter Archiv Dresden, Bd. 4) ISBN 978-3-7757-2402-9.
- Ulrich Wilmes: Gerhard Richter. Zur Entstehung der Abstrakten Bilder, hrsg. von Dietmar Elger, Köln 2009 (= Schriften des Gerhard Richter Archiv Dresden, Bd. 5), ISBN 978-3-8656-0651-8.
- Gerhard Richter. Volker Bradke, 1966 16 mm, s/w, 14:32 min., hrsg. von Dietmar Elger, Köln 2010 (Schriften des Gerhard Richter Archiv Dresden, Bd. 6), ISBN 978-3-8321-9281-5.
- Dietmar Elger: Gerhard Richter in der Dresdner Galerie, Lampertswalde 2011 (= Schriften des Gerhard Richter Archiv Dresden, Bd. 7), ISBN 978-3-9424-2222-2.
- Malerei und Fotografie – Fotografie als Malerei. Acht Texte zu Gerhard Richters Medienstrategie, hrsg. von Dietmar Elger und Kerstin Küster, Köln 2011 (= Schriften des Gerhard Richter Archiv Dresden, Bd. 8), ISBN  978-3-8633-5077-2.
- Julia Franck: Rede für Gerhard Richter, hrsg. von Dietmar Elger, Dresden 2012 (= Schriften des Gerhard Richter Archiv Dresden, Bd. 9).
- Louise Lawler: Louise Lawler and/or Gerhard Richter Photographs and Works, hrsg. von Dietmar Elger, mit einem Text von Tim Griffin, München 2012, ISBN 978-3-8296-0581-6.
- Benjamin Katz: Gerhard Richter at work, hrsg. von Dietmar Elger, mit Texten von Wilfried Wiegand, Paul Moorhouse, Stephan von Wiese und einem Vorwort von Dietmar Elger, englisch / französisch / deutsch, München 2012, ISBN 978-3-7774-5311-8.
- Gerhard Richter. Atlas, Ausstellungsbroschüre, Kunsthalle im Lipsiusbau, Dresden 2012.
- Benjamin H. D. Buchloh: Scheiben und Strips von Gerhard Richter, hrsg. von Dietmar Elger, Köln 2013 (= Schriften des Gerhard Richter Archiv Dresden, Bd. 10), ISBN 978-3-8633-5362-9.
- Hans Ulrich Obrist und Dieter Schwarz: Gerhard Richter. Bücher, hrsg. von Dietmar Elger, Dresden 2013 (= Schriften des Gerhard Richter Archiv Dresden, Bd. 11), ISBN 978-3-9322-6442-9.
- Polke & Richter, hrsg. von Dietmar Elger, Köln 2014 (= Schriften des Gerhard Richter Archiv Dresden, Bd. 12), ISBN 978-3-8633-5558-6.
- Gerd Richter. Comic Strip (1962), Köln 2014 (= Schriften des Gerhard Richter Archiv Dresden, Bd. 13), ISBN 978-3-8633-5508-1.
- Hans Ulrich Obrist und Dieter Schwarz: Gerhard Richter. Books, hrsg. von Dietmar Elger, 2014 (= Schriften des Gerhard Richter Archiv Dresden, Bd. 14), ISBN 978-1-9413-6601-1.